# Frettchen
Das Frettchen (Mustela putorius furo), auch Frett (von frz. furet, spätlat. furetus, zu lat. fur = „Dieb“) ist die domestizierte Form der Mustela-Untergattung Putorius (Iltisse). Es stammt mit hoher Wahrscheinlichkeit vom Europäischen Iltis (Mustela putorius) ab. Weitere Vermutungen geben dem Steppeniltis eine Rolle bei der Entwicklung des Frettchens.

## Merkmale
Das männliche Tier (Rüde) hat eine Körperlänge zwischen 48 und 80 cm, wobei 13 bis 19 cm auf den Schwanz entfallen. Beim weiblichen Tier (Fähe) beträgt die Körperlänge zwischen 42 und 60 cm; hier entfallen etwa 11 bis 14 cm auf den Schwanz. Das weibliche Tier bleibt damit deutlich kleiner als das männliche.
Die Rüden erreichen ein Gewicht von 800 bis weit über 2000 g. Fähen werden ca. 600 bis 1000 g schwer. Der Unterschied zwischen dem Sommer- und Wintergewicht kann ein Drittel ihres Gesamtgewichts betragen, wobei sich die Gewichtsunterschiede mit zunehmendem Alter verringern.
Die Fellgrundfarbe der Tiere ist überwiegend weißlich-gelb. Die unterschiedlichen Farbschattierungen der einzelnen Tiere sind Zuchtformen, auch diejenigen, die der Farbgebung der Wildform entsprechen; außerdem gibt es eine Albinoform.

## Lebenserwartung und Krankheiten
Frettchen werden etwa sieben bis zehn Jahre alt, in seltenen Fällen auch älter. Als hauptsächliche Todesursache treten Tumoren auf, zum Beispiel in der Nebenniere, als Insulinom oder an weiteren Organen. Der Grund wird zum einen in der unkontrollierten Zucht gesucht, in der außergewöhnliche Farben oft wichtiger sind als die Gesundheit der Tiere, zum anderen scheinen veränderte Lebensumstände (Innenhaltung, Fütterung, Kastration) ihren Teil dazu beizutragen. So lassen Studien in den USA vermuten, dass Nebennieren-Tumoren verstärkt bei Tieren aus Innenhaltung auftreten, die einen unregelmäßigen und demnach unnatürlichen Lichtzyklus erleben. Nach Kastrationen kann bei Frettchen eine Nebennierenerkrankung auftreten.

## Ernährung

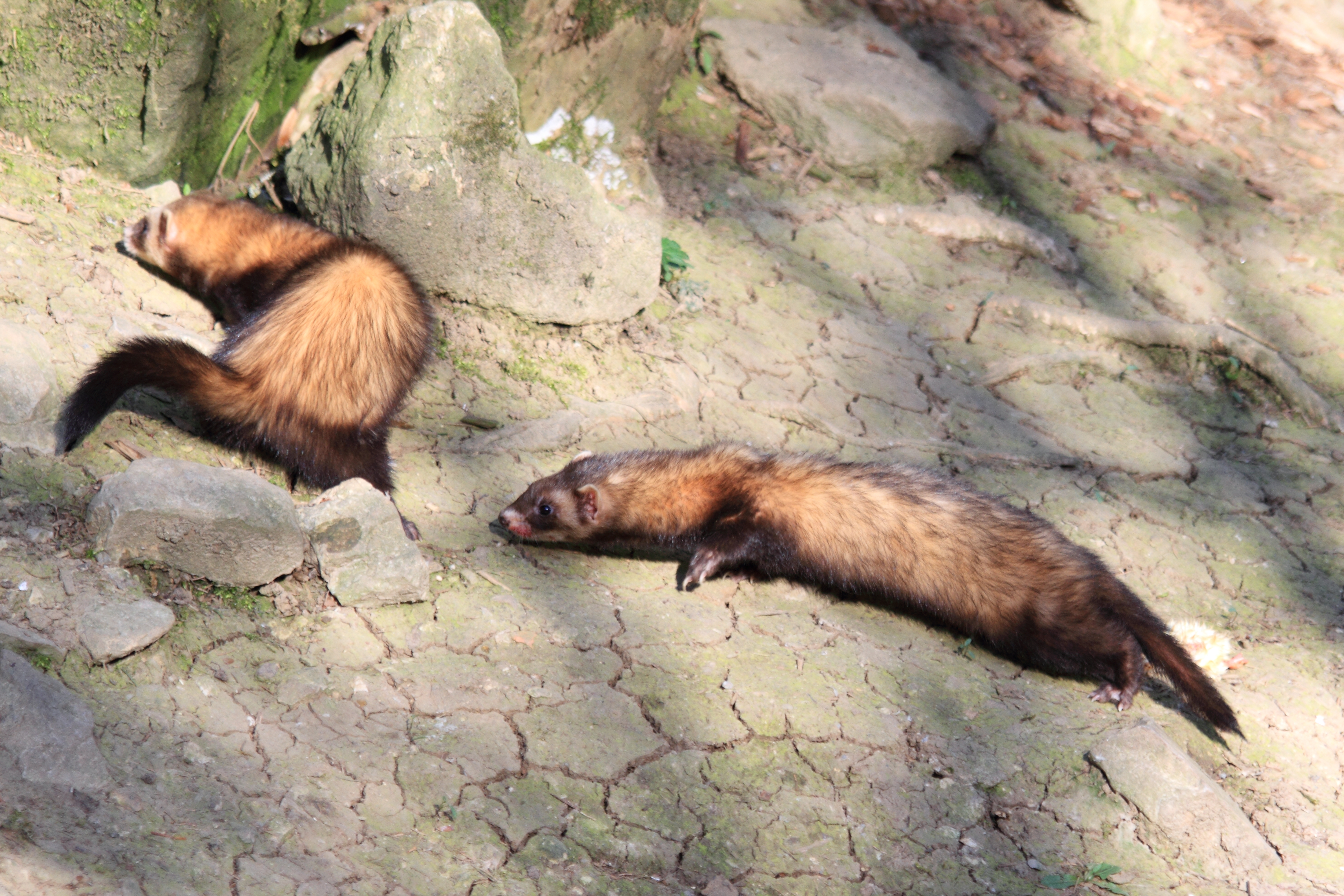
Zwei Frettchen auf der Jagd

Frettchen sind Fleischfresser, die durch die anatomischen Besonderheiten ihres Magen-Darm-Trakts eine Sonderstellung innerhalb der Ordnung der Raubtiere einnehmen. Frettchen fehlt der Blinddarm, in dem zellulosehaltige Nahrung verdaut werden könnte, und sie verfügen nur über einen sehr kurzen Dickdarm. Die Dickdarmlänge des Frettchens beträgt nur ca. 5 Prozent der Gesamtlänge des Magen-Darm-Trakts, während dieser Anteil zum Beispiel bei Hund und Katze etwa 20 Prozent beträgt. Beim Frettchen durchläuft die aufgenommene Nahrung den kompletten Verdauungstrakt in drei bis vier Stunden.
Bedingt durch diese kurzen Verdauungszeiten bleibt dem Organismus nicht viel Zeit, die aus dem Futter aufgespalteten Nährstoffe aufzunehmen. Frettchen benötigen daher eine Ernährung, die zu 80 Prozent aus tierischem und nur zu 20 Prozent aus pflanzlichem Protein besteht, wobei der Bedarf an pflanzlichem Protein durch den Mageninhalt der Futtertiere oder in der Heimtierhaltung durch die im Trockenfutter enthaltenen pflanzlichen Inhaltsstoffe gedeckt wird. Um die mögliche Ansteckung mit der für Frettchen tödlichen Aujeszkyschen Krankheit zu vermeiden, sollte kein rohes Schweinefleisch gefüttert werden.

## Geschichte
Schon die Griechen kannten das Frettchen, ohne dass sie selbst diese Tiere hielten. Aristophanes erwähnte die Frettchen (ἰκτῖδας ἐνύδρως) in den Acharnern. In der jüngeren Hälfte des 4. vorchristlichen Jahrhunderts fand das Frettchen (die ἰκτίς) bei Aristoteles Erwähnung als Helfer bei der Frettchenjagd. Aristoteles beschrieb die Vorliebe dieser Tiere für Honig und Vögel. Im 5. Jahrhundert n. Chr. finden sich weitere griechische Belege in den Kompilationen von Johannes Stobaios.
Im ersten nachchristlichen Jahrhundert latinisiert Plinius der Ältere den griechischen Namen zu ictis und überliefert unter dem Namen viverra (nat. 8,218) die Bekämpfung einer Kaninchenplage durch die Römer mit Hilfe der Frettchen. Neben ictis und viverra findet sich die Bezeichnung furo, die allerdings auch für Iltis und Marder verwendet wird, so in der Enzyklopädie etymologiae des Isidor von Sevilla. Dieser Wortstamm wird für die wissenschaftliche Nomenklatur verwendet.

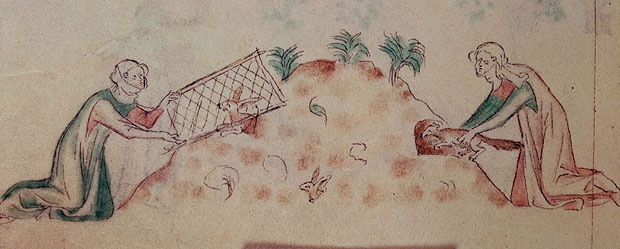
Frauen bei der Kaninchenjagd mit Frettchen, Psalter, 1316–1321

Eine genaue naturkundliche Beschreibung bietet erst Thomas von Cantimpré im 13. Jahrhundert. In einer Miniatur des Queen Mary Psalters (frühes 14. Jahrhundert) ist eine Frettchenjagd mit Jägerinnen dargestellt.
Mithilfe dieser geschichtlichen Anhaltspunkte werden die Anfänge der Domestizierung des Fretts im Mittelmeerraum aus spanischen oder ägyptischen Iltis-Populationen vor 2500 Jahren vermutet.
Ein Lexikon aus dem 19. Jahrhundert gibt an, dass „das Frett nur im nördlichen Afrika wild angetroffen wird“. Von dort habe es sich über Spanien und Italien in ganz Europa verbreitet.

## Haltung
Durch intensiven Kontakt mit Menschen können Frettchen sehr zahm werden. Heutzutage werden sie vorwiegend als Heimtiere gehalten. Sie benötigen viel Platz, Zeit und eine ausgewogene Ernährung. Frettchen schlafen etwa 14 bis 18 Stunden pro Tag, aber nicht am Stück.
Werden sie nicht zur Zucht eingesetzt, werden Frettchen üblicherweise kastriert. Andernfalls können Fähen in die Dauerbrunft kommen, wodurch der Hormonhaushalt dauerhaft gestört wird. Dies kann zum frühzeitigen Tod führen. Rüden hingegen werden zum Teil sehr aggressiv und markieren ihr Revier. Außerdem haben unkastrierte Frettchen, vergleichbar mit anderen unkastrierten Tieren, einen starken Eigengeruch, weshalb eine Wohnungshaltung nur bei kastrierten Frettchen zu empfehlen ist.
Als Alternative zur chirurgischen Kastration ist bei Rüden in der EU seit 2007 die Behandlung mit Deslorelin (Suprelorin), einem Gonadoliberin-Agonisten (Gonadotropin-Releasing-Hormon-Agonist, GnRH1-Agonist), zugelassen („chemische Kastration“). Das Implantat mit 9,4 mg Deslorelin entfaltet nach 5 bis 14 Wochen seine Wirkung, die 16 Monate anhält.
Frettchen gehören zu den Haustieren, für die beim Grenzübertritt innerhalb der EU ein EU-Heimtierausweis mitgeführt werden muss und die zur Identifizierung einen Chip implantiert haben müssen.

## Nutzung

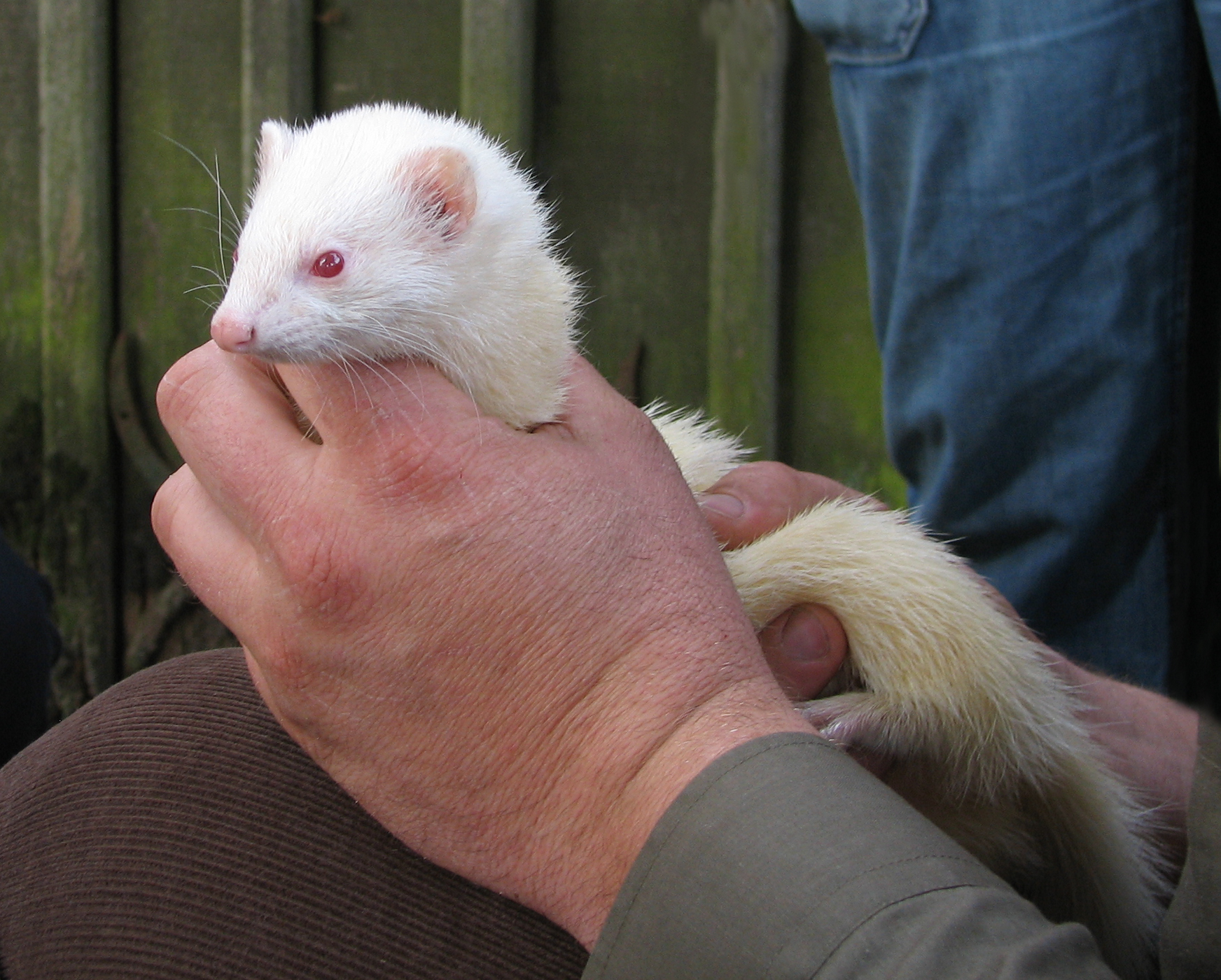
Zur Jagd abgerichtetes Frettchen in der Hand des Jägers

Zur Jagd, ihrer ursprünglichen Verwendung als Heimtier, werden Frettchen heute eher selten eingesetzt, und dann oft in Verbindung mit der Falknerei. Diese Form der Jagd heißt Frettchenjagd oder Frettieren. Dabei dringen gezielt gesetzte Frettchen etwa in Kaninchenbaue ein und treiben die Kaninchen ins Freie, wo die Jagdvögel sie greifen können. Die Frettchenjagd ist wie jede andere Form der Jagd in Deutschland nach dem Bundesjagdgesetz nur mit Jagdschein erlaubt.
Frettchen werden in der medizinischen Forschung für Tierversuche eingesetzt, etwa bei Laborexperimenten zu dem gefährlichen Influenza-A-Virus H5N1 und einer neuen Influenza-A-Virus H7N7-Variante, da sie bezüglich Influenza als Modellorganismus für den Menschen gelten.

## Freilebende Tiere
In manchen Gegenden, in denen es genügend kleine Beutetiere und keine wilden Iltisse gibt, sind Frettchen entlaufen und zu Wildtieren geworden, beispielsweise auf Sardinien, Sizilien oder auch Neuseeland. Die ausgewilderten Tiere haben in Neuseeland einen derartigen Schaden in der dort ansässigen Fauna angerichtet, dass heutzutage die Zucht, der Verkauf und die Haltung von mehr als drei Frettchen an einem Ort genehmigungspflichtig sind.
Es ist allerdings nicht erwiesen, dass es sich bei den dortigen Tieren wirklich um Frettchen und nicht um wieder eingekreuzte Hybriden handelt, da gleichzeitig mit den Frettchen auch europäische Iltisse in Neuseeland freigelassen wurden. Grundsätzlich wird davon ausgegangen, dass Frettchen keine eigenen Wildbestände aufbauen, sondern sich höchstens mit örtlich ansässigen Iltissen vermengen. Dies ist auch ein wichtiges Argument gegen das teilweise erlassene Verbot von Frettchen in einigen Staaten der USA wie Kalifornien.
In Deutschland haben ausgesetzte Frettchen kaum Überlebenschancen. Aufgrund ihres kurzen Darms müssen sie alle zwei bis drei Stunden Beute in Form einer Maus oder ähnlich großer Beutetiere machen. Der noch vorhandene Jagdinstinkt reicht meistens nicht zum Überleben aus.